# ТЕС Калум (Томбо)
9°31′9.8″ пн. ш. 13°41′51.5″ зх. д. / 9.519389° пн. ш. 13.697639° зх. д.
ТЕС Калум (Томбо) — теплова електростанція у Гвінеї, розташована на острові Томбо (західна частина Конакрі). Станом на середину 2010-х років найпотужніша ТЕС країни.
Гвінея володіє великим гідроенергетичним потенціалом, проте перша ГЕС суттєвої потужності з'явилась в країні лише наприкінці 1990-х років (Гарафірі). Крім того, у сухий період року, що триває п'ять місяців, гідроелектростанції зменшують виробітку в кілька разів. В таких умовах забезпечення столиці країни базувалось на генерації електроенергії з використанням нафтопродуктів, для чого на місцевій ТЕС Томбо послідовно звели кілька черг. Зокрема, у 1997 році спорудили Томбо III із чотирьох генераторів загальною потужністю 44,8 МВт. Після цього з'явилась Томбо V — 3 генератори загальною потужністю 32,4 МВт. Проте станція традиційно страждала від поганого обслуговування обладнання, що призводило до вибуття генеруючих потужностей та постійних ремонтних кампаній. Так, у 2011 році відремонтували генератори G31, G32 (Томбо ІІІ) та ввели в експлуатацію G51, G52, G53 (Томбо V), які раніше припинили роботу через використання палива неналежної якості.
Покращити енергозабезпечення Конакре допомогли змонтовані у 2012—2013 роках Томбо І (24 МВт, генератори MAN V28/32 STX) та Томбо II (26 МВт). Тим часом продовжувались ремонти інших двох черг. Генератор G33, частково відновлений у 2009 та знову в 2011-му, вийшов з ладу за два роки по тому. Запущений в роботу влітку 2014-го, невдовзі він знову зламався. Причиною такого стану справ була низька кваліфікація співробітників, які обслуговували роботу обладнання. В 2017 році оголосили про завершення чергової реабілітації п'ятої черги та плани завершення аналогічних робіт на третій черзі до лютого 2018-го.
У 2015 році компанія K Energy, що належить місцевому гвінейському бізнесмену, запустила в роботу на площадці станції три мобільні газові турбіни MOBILEPAC виробництва японської MHI із загальною потужністю 75 МВт.
Можливо також відзначити перейменування у 2013 році станції з Томбо на Калум (Kaloum). З цією ініціативою виступив міністр енергетики, який пояснив рішення співзвучністю старої назви зі словом «могила».